# Mike Conley
Michael "Mike" Alex Conley (Chicago, Illinois, 5 de octubre de 1962) es un exatleta estadounidense especialista en salto de longitud y triple salto que fue campeón olímpico y mundial de triple salto. Es padre del jugador de baloncesto de la NBA Mike Conley, Jr.

## Trayectoria deportiva
Con 20 años y siendo todavía un estudiante en la Universidad Estatal de Arkansas, participó en los Campeonatos del Mundo al aire libre de Helsinki 1983, logrando la medalla de bronce en salto de longitud y el cuarto puesto en triple salto.
Al año siguiente logró la medalla de plata en triple salto en los Juegos Olímpicos de Los Ángeles 1984, por detrás de su compatriota Al Joyner, al que había vencido en las pruebas de selección de su país pocas semanas antes. 
El 27 de febrero de 1987 estableció en Nueva York un nuevo récord mundial en pista cubierta saltando 17.76 Este récord duraría hasta 1994 cuando fue superado en un centímetro por el ruso Leonid Voloshin. Poco más tarde se proclamó en Indianápolis campeón mundial en pista cubierta.
El 27 de junio de ese mismo año logró en San José, California, la mejor marca de su vida al aire libre con 17.87 que en ese momento era la tercera mejor marca mundial de todos los tiempos. En los Campeonatos del Mundo al aire libre de Roma de ese verano, solo pudo ser medalla de plata, siendo superado por el búlgaro Hristo Markov que se fue hasta los 17.92 estableciendo un nuevo récord de Europa.
Fracasó al no clasificarse para competir en los Juegos Olímpicos de Seúl 1988 pese a tener una de las mejores marcas mundiales en triple.
En 1989 se proclamó por segunda vez campeón mundial de triple salto en pista cubierta en Budapest. En esa misma competición también fue tercero en salto de longitud.
Fue tercero en los Campeonatos del Mundo al aire libre de Tokio 1991, por detrás de su compatriota Kenny Harrison y del soviético Leonid Voloshin. 
En los Juegos Olímpicos de Barcelona 1992 consiguió la victoria más importante de su carrera deportiva, logrando el oro con un increíble salto de 18.17 aunque la marca no tuvo validez debido al excesivo viento favorable. La plata fue para su compatriota Charles Simpkins (17.60) y el bronce para el bahameño Frank Rutherford (17.36) 
Además Conley acabó 1992 como líder del ranking mundial con un salto de 17.72 conseguido en Zúrich. 
En los Campeonatos del Mundo de Stuttgart 1993 consiguió su único título de campeón mundial al aire libre, imponiéndose con 17.86, la mejor marca mundial del año.
Este sería su último gran resultado. En los Campeonatos del Mundo de Gotemburgo 1995 solo pudo ser 7.º, mientras que en los Juegos Olímpicos de Atlanta 1996 se quedó fuera del podio en 4.ª posición. Ese mismo año decidió retirarse.
Mike Conley está considerado uno de los mejores triplistas de todos los tiempos, y también el que con más éxito ha compaginado las pruebas de salto de longitud y triple. Su mejor marca en salto de longitud es de 8.46 realizada en Springfield en 1996, que fue la 5.ª mejor del mundo ese año.
Además de su éxitos a nivel internacional, Conley fue seis veces campeón de Estados Unidos al aire libre en triple salto (1987, 88, 89, 93, 94 y 95) y una en salto de longitud (1985) También fue cinco veces campeón de Estados Unidos en pista cubierta en triple (1985, 86, 87, 89 y 92) y dos en salto de longitud (1985 y 86)

## Vida personal
Su hijo Mike Conley, Jr. es un jugador de baloncesto procedente de la Universidad Estatal de Ohio, elegido en la primera ronde del Draft de la NBA de 2007 por Memphis Grizzlies.

## Resultados
| Año  | Competición                  | Lugar        | Puesto                        | Marca      |
| ---- | ---------------------------- | ------------ | ----------------------------- | ---------- |
| 1983 | Campeonato del Mundo         | Helsinki     | 3.º en longitud 4.º en triple | 8.12 17.13 |
| 1984 | Juegos Olímpicos             | Los Ángeles  | 2.º en triple                 | 17.18      |
| 1985 | Copa del Mundo               | Canberra     | 1.º en longitud               | 8.20       |
| 1987 | Campeonatos del Mundo Indoor | Indianápolis | 1.º en triple                 | 17.54      |
| 1987 | Juegos Panamericanos         | Indianápolis | 1.º en triple                 | 17.31w     |
| 1987 | Campeonato del Mundo         | Roma         | 8.º en longitud 2.º en triple | 8.10 17.67 |
| 1989 | Campeonatos del Mundo Indoor | Budapest     | 3.º en longitud 1.º en triple | 8.11 17.65 |
| 1989 | Copa del Mundo               | Barcelona    | 1.º en triple                 | 17.49      |
| 1991 | Campeonato del Mundo         | Tokio        | 3.º en triple                 | 17.62      |
| 1992 | Juegos Olímpicos             | Barcelona    | 1.º en triple                 | 18.17w     |
| 1993 | Campeonato del Mundo         | Stuttgart    | 1.º en triple                 | 17.86      |
| 1995 | Campeonato del Mundo         | Gotemburgo   | 7.º en triple                 | 16.96      |
| 1996 | Juegos Olímpicos             | Atlanta      | 4.º en triple                 | 17.40      |